# 北海道看護協会
公益社団法人北海道看護協会（こうえきしゃだんほうじんほっかいどうかんごきょうかい、英称：Hokkaido Nursing Association）は、北海道知事所管の北海道の看護師を会員とする公益法人。

## 本部所在地
北海道看護研修会館：〒003-0027 北海道札幌市白石区本通16丁目北6番1号

## 訪問看護ステーション
- 広域であるため、ナースセンターが訪問看護支援を代行している。